# Bracon jonesi
Bracon jonesi är en stekelart som först beskrevs av Charles Thomas Brues 1924.  Bracon jonesi ingår i släktet Bracon och familjen bracksteklar. Inga underarter finns listade.